# リヴァプール芸術院
座標: 北緯53度24分10.1秒 西経2度58分53.5秒 / 北緯53.402806度 西経2.981528度
リヴァプール芸術院（リヴァプールげいじゅついん、英: Liverpool Academy of Arts）は、ロンドンにある王立芸術院同等の地方機関として、1810年にリヴァプールに設立されたイギリスの美術家団体。1769年に設立されたリヴァプール芸術協会を継承したが、1794年までは細々と存続していた。
地元の美術品収集家であるヘンリー・ブランデルとウィリアム・ロスコーは、リヴァプール芸術院の最初のパトロンであり、摂政皇太子だったジョージ4世より向こう3年間の庇護を与えられ、王立芸術院の会長に積極的に昇進させた。
養成所が併設されており、1840年代に彫刻家のウィリアム・スペンスが素描の先生を務めた。
リヴァプール芸術院の会員には風景画家のジョン・ラスボーン、リチャード・アンズデル、トーマス・チャバール、チャールズ・ハーバー、アルフレッド・ウィリアム・ハント および彫刻家のジョン・ギブソンなどの地元の芸術家が含まれていた。
ジョゼフ・マロード・ウィリアム・ターナーやヨハン・ハインリヒ・フュースリー、ジョン・マーティンやジョセフ・ライトのような地元出身者ではない芸術家達も50ポンドの賞金を巡って、毎年行われる展覧会に参加していた。
しかしながら1850年代後半、とりわけ1852年にウィリアム・ホルマン・ハントが描いた『プロメテウスからシルヴィアを助けるヴァレンタイン（Valentine Rescuing Sylvia from Proteus）』や1857年にジョン・エヴァレット・ミレーが描いた『盲目の少女（The Blind Girl）』といったラファエル前派の画家達の作品が年間賞を受賞し続けたことから意見の対立が大きくなり分裂することになった。
展覧会を毎年開催し、名目上はその存在を維持し続けてきた芸術院ではあったが、国家的重要性を回復することは遂に叶わなかった。